# Iran op het wereldkampioenschap voetbal
Iran heeft drie keer gespeeld op de eindronde van het wereldkampioenschap voetbal. Hieronder volgt een overzicht van de toernooien die het Iraans voetbalelftal speelde.

## WK 1978- Argentinië
- Nederland - Iran 3-0
- Schotland - Iran 1-1
- Peru - Iran 4-1

Iran debuteerde met een laatste plaats in zijn groep: na nederlagen tegen Nederland en Peru en een gelijkspel tegen Schotland mocht het al naar huis.

## WK 1998- Frankrijk
- Joegoslavië - Iran 1-0
- Iran - Verenigde Staten 2-1
- Duitsland - Iran 2-0

Zijn eerste WK-overwinning behaalde Iran in 1998 tegen de Verenigde Staten, maar er werd verloren tegen Joegoslavië en Duitsland. Alweer niet genoeg punten om door te stoten.

## WK 2006- Duitsland
- Mexico - Iran 3-1
- Portugal - Iran 2-0
- Iran - Angola 1-1

Na de nederlagen tegen Mexico en Portugal was het al afgelopen voor Iran. Tegen Angola werd enkel nog de eer gered na een 1-1 gelijkspel.